# Вальменрот
Вальменрот (нім. Wallmenroth) — громада в Німеччині, розташована в землі Рейнланд-Пфальц. Входить до складу району Альтенкірхен. Складова частина об'єднання громад Бецдорф.
Площа — 3,85 км2. Населення становить 1178 ос. (станом на 31 грудня 2020).